# 사랑은 외나무다리에서
《사랑은 외나무다리에서》는 2024년 11월 23일부터 2024년 12월 29일까지 방송된 tvN 토일 드라마이다.

## 제작사
- 스튜디오 드래곤
- 블리츠웨이 프로덕션

## 제작진

### 연출
- 박준화 : SBS 《금요컬쳐클럽》(공동 연출), KBS 2TV 《생방송 시사투나잇》(공동 연출), SBS 《접속! 무비월드》(공동 연출), tvN 《막돼먹은 영애씨 시즌1》(공동 연출), tvN 《막돼먹은 영애씨 시즌2》(공동 연출), tvN 《막돼먹은 영애씨 시즌3》(공동 연출), tvN 《막돼먹은 영애씨 시즌4》(공동 연출), tvN 《막돼먹은 영애씨 시즌5》(공동 연출), tvN 《막돼먹은 영애씨 시즌6》(공동 연출), tvN 《막돼먹은 영애씨 시즌7》(공동 연출), tvN 《막돼먹은 영애씨 시즌8》(연출), tvN 《리얼키즈 스토리 레인보우》(프로듀서), tvN 《막돼먹은 영애씨 시즌10》(연출), tvN 《막돼먹은 영애씨 시즌11》(연출), tvN 주간 드라마 《식샤를 합시다》(연출), tvN 월화 드라마 《식샤를 합시다 2》(공동 연출), tvN 월화 드라마 《싸우자 귀신아》(연출), tvN 월화 드라마 《이번 생은 처음이라》(연출), tvN 수목 드라마 《김비서가 왜 그럴까》(연출), tvN 수목 드라마 《간 떨어지는 동거》(크리에이터) 등 연출

- 배희영 : MBC 단막극 《MBC 일요 드라마 극장 - 주부 김광자의 제3활동》(연출), 쿠팡플레이 주말 미니시리즈 《새벽 2시의 신데렐라》(공동연출) 등 연출

### 극본
- 임예진 : KBS2 월화 미니시리즈 《후아유: 학교 2015》(공동집필), KBS2 월화 미니시리즈 《구르미 그린 달빛》(공동집필), KBS2 단막극 《KBS 드라마 스페셜 - 우리가 계절이라면》(집필), KBS2 월화 미니시리즈 《조선로코 - 녹두전》(공동집필) 등 집필

## 등장 인물

### 주요 인물
- 주지훈 : 석지원 (36세) 역 (아역 : 홍민기)
- 정유미 : 윤지원 (36세) 역 (아역 : 오예주, 강혜린)
- 이시우 : 공문수 (29세) 역
- 김예원 : 차지혜 (36세) 역 (아역 : 이지현)

### 윤지원 가족
- 김갑수 : 윤재호 (85세) 역 (아역 : 배현성)

### 석지원의 가족
- 이병준 : 석경태 (65세) 역
- 김정영 : 한영은 (63세) 역
- 미상 : 안수자 (82세) 역 (아역: 정다은)
- 미상 : 석반희 역 (아역 : 문상민)

### 독목고 선생님들
- 이승준 : 지경훈 역 (59세, 남)
- 전혜진 : 맹수아 (36세) 역
- 김재철 : 홍태오 (39세) 역
- 윤서현 : 변덕수 (50세) 역
- 김희창 : 이재규 (48세) 역
- 백현주 : 강영재 (55세) 역
- 이서 : 장온유 (27세) 역

### 윤지원의 반 학생들
- 최윤지 : 고해수 (18세) 역
- 조범규 : 엄기석 (18세) 역
- 진가은 : 김유미 (18세) 역
- 송가연 : 정율 (18세) 역

### 그 외 인물

#### 2024년
- 조재윤 : 박동진 역
- 김현목 : 이기하 역
- 임철수 : 유홍재 역
- 최대철 : 정수한 역
- 윤박 : 김지웅 역

#### 2006년
- 김규남 : 정민지 역
- 주석태 : 윤호석 역
- 미상 : 정주희 역
- 박윤호 : 김동운 역
- 윤재찬 : 유홍재 역

## 시청률
최저 시청률과 최고 시청률은 시청률 조사회사와 지역별로 시청률에 차이가 있을 수 있습니다.
| 2024년 | 2024년    | 2024년         | 2024년       |
| 회차   | 방송일    | AGB 시청률     | AGB 시청률   |
| 회차   | 방송일    | 대한민국(전국) | 서울(수도권) |
| ------ | --------- | -------------- | ------------ |
| 제1회  | 11월 23일 | 3.488%         | 4.006%       |
| 제2회  | 11월 24일 | 6.453%         | 7.117%       |
| 제3회  | 11월 30일 | 3.332%         | 3.602%       |
| 제4회  | 12월 1일  | 5.438%         | 5.177%       |
| 제5회  | 12월 7일  | 5.048%         | 5.600%       |
| 제6회  | 12월 8일  | 5.543%         | 5.845%       |
| 제7회  | 12월 14일 | 5.130%         | 5.099%       |
| 제8회  | 12월 15일 | 5.655%         | 5.940%       |
| 제9회  | 12월 21일 | 4.279%         | 3.925%       |
| 제10회 | 12월 22일 | 4.672%         | 4.566%       |
| 제11회 | 12월 28일 | 3.948%         | 3.801%       |
| 제12회 | 12월 29일 | 6.472%         | 6.326%       |

## 참고 사항
- 정유미와 김예원은 〈로맨스가 필요해 2012〉 이후 12년 만에 재회한다.
- 이병준은 〈스캔들〉 이후 5년 만에 재회한다.